# Newton (Kingsley)
Newton – osada w Anglii, w hrabstwie ceremonialnym Cheshire, w dystrykcie Cheshire West and Chester, w civil parish Kingsley. Leży 15 km od miasta Chester. W 1931 roku civil parish liczyła 421 mieszkańców.